# 燕郊站
燕郊站位于中国河北省廊坊市三河市燕郊镇，是京哈铁路、京唐城际铁路及京滨城际铁路（京唐共线段）的一个车站，距北京站35公里，距哈尔滨站1216公里，现由中国铁路北京局集团唐山车务段管辖。车站目前办理客运业务和货运业务，并有一班始发至北京站的管内快速列车以及数班京唐城际列车。

## 历史沿革

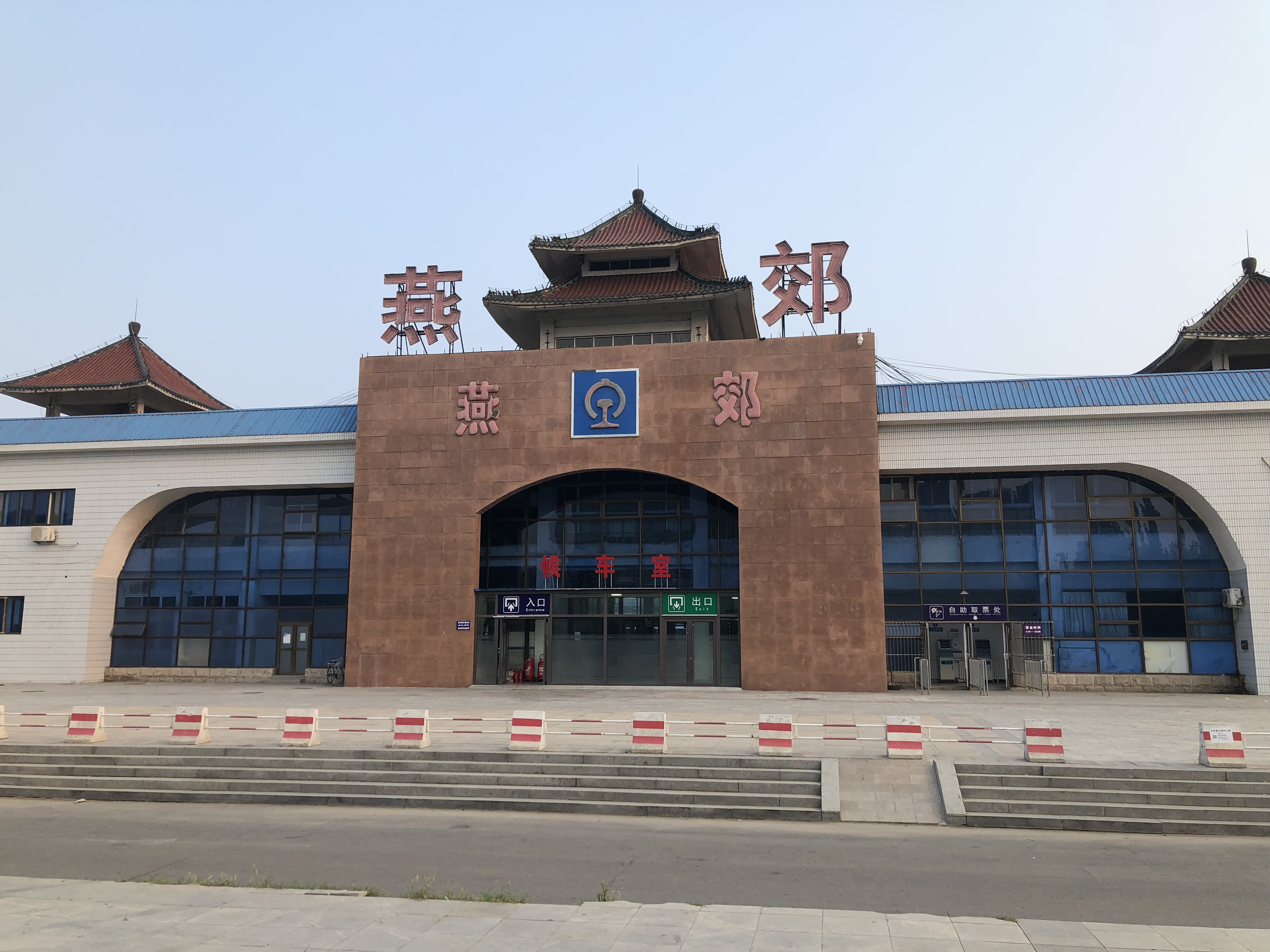
燕郊站原站房，拍摄于2018年8月4日

1981年，京秦铁路在北刘庄站（今通燕联络线北刘各庄线路所附近）和夏垫站（今大厂县站）间新设燕郊站。
2016年12月，京滨城际铁路和京唐城际铁路计划开工修建，并计划在燕郊站站房位置新建京唐城际场，规模2台4线。
2021年4月21日，为配合京唐城际铁路引入燕郊站，燕郊站启用位于原站房北侧站前广场、总建筑面积2001.54平方米的过渡站房，原有站房于2021年5月被拆除。
2022年12月12日，新建站房投入使用，并先期启用一层的候车大厅以及1号检票口。
2022年12月30日，京唐城际铁路北京城市副中心（不含）至唐山区间通车运营，燕郊站京唐场开放投用，并同时启用二层候车厅、2号检票口及配套建设的进站天桥。同日，过渡站房开始拆除。

## 车站周边
- 永旺梦乐城
- 汉庭酒店
- 行宫小学
- 沃尔玛
- 天洋广场
- 黄金SOHO
- 北京电力物资小区

## 图集
- 改建前月台站牌（2018年8月）
- 原站房（2018年8月）
- 改建前京哈场月台和股道
- 改建前京哈场月台和股道